# Elena Reiche
Elena Reiche (Berlino, 26 settembre 1979) è una pentatleta tedesca.

## Palmarès
In carriera ha conseguito i seguenti risultati:
- Mondiali:

Città del Messico 1998: argento nel pentathlon moderno staffetta a squadre.
Varsavia 2005: oro nel pentathlon moderno staffetta a squadre.
- Europei

Varsavia 1998: argento nel pentathlon moderno staffetta a squadre.